# Gornje Podotočje
Gornje Podotočje är en ort i Kroatien.   Den ligger i länet Zagrebs län, i den centrala delen av landet, 19 km sydost om huvudstaden Zagreb. Gornje Podotočje ligger 100 meter över havet och antalet invånare är 294.
Terrängen runt Gornje Podotočje är platt. Runt Gornje Podotočje är det ganska glesbefolkat, med 48 invånare per kvadratkilometer. Närmaste större samhälle är Zagreb - Centar, 18,8 km nordväst om Gornje Podotočje. Trakten runt Gornje Podotočje består till största delen av jordbruksmark.